# Nísos Makrónisos (ö i Grekland)
Nísos Makrónisos är en ö i Grekland.   Den ligger i prefekturen Kykladerna och regionen Sydegeiska öarna, i den sydöstra delen av landet, 50 km sydost om huvudstaden Aten. Arean är 15,0 kvadratkilometer.
Ön har fungerat som fångkoloni och figurerar i Jannis Ritsos' dikt "Brev till Jolio Curie" (Greklands folk, W&W 1968), riktad till fysikern Frédéric Joliot-Curie. Namnet stavas där Makronisi.